# François Joël Moudio
François Joël Moudio (* 24. Juni 2000) ist ein kamerunischer Leichtathlet, der sich auf den Hochsprung spezialisiert hat.

## Sportliche Laufbahn
Erste internationale Erfahrungen sammelte François Joël Moudio im Jahr 2024, als er bei den Afrikameisterschaften in Douala mit übersprungenen 2,05 m den fünften Platz im Hochsprung belegte.
2021 wurde Moudio kamerunischer Meister im Hochsprung.